# Lamprogaster celebensis
Lamprogaster celebensis är en tvåvingeart som beskrevs av Günther Enderlein 1924. Lamprogaster celebensis ingår i släktet Lamprogaster och familjen bredmunsflugor. Inga underarter finns listade i Catalogue of Life.